# Aşağıçaylı, Yenipazar
Aşağıçaylı là một xã thuộc huyện Yenipazar, tỉnh Bilecik, Thổ Nhĩ Kỳ. Dân số thời điểm năm 2011 là 45 người.